# Jáder Valencia
Jáder Andrés Valencia Mena (Colosó, Sucre; 15 de noviembre de 1999) es un futbolista colombiano. Juega como extremo y actualmente juega en el Independiente Medellín.

## Carrera en clubes

### Bogotá F. C.
Inició su carrera en el Bogotá Fútbol Club de la Categoría Primera B de Colombia con apenas 14 años y 9 meses y 1 día de nacido siendo el tercer futbolista colombiano en hacer su debut ha más temprana edad, debuta el 14 de septiembre de 2014 en la derrota como locales por la mínima con Itagüí Leones. El 10 de marzo de 2016 marca su primer gol como profesional en la derrota 1-2 frente a Millonarios por la Copa Colombia 2016, el 14 de mayo marca su primer gol por Liga en el empate a un gol con Universitario de Popayán, para el 30 de septiembre marca el gol de la victoria por la mínima en casa de Universitario de Popayán.
El 6 de abril de 2017 marca el único gol del partido frente al Cúcuta Deportivo por Liga, para el 19 del mismo mes marca su primer doblete en su carrera dándole la victoria su club 2 por 0 contra Universitario de Popayán, once días después vuelve a marcar dos goles en el 3-1 sobre Unión Magdalena y su primer doblete por Copa Colombia lo hace a los tres días en el 2-3 frente a La Equidad siendo sus últimos goles con el onceno capitalino donde se mantuvo hasta junio del 2017 disputando 67 partidos y marcando 17 goles.

### Millonarios
El 23 de junio de 2017 es fichado por Millonarios de cara al segundo semestre de 2017. Su debut se produjo el 9 de agosto en el empate sin goles frente al Atlético Junior por la Copa Colombia 2017 entrando en el minuto 87 por Ayron del Valle. El 17 de diciembre se coronó campeón con Millonarios del Torneo Finalización 2017, obteniendo la estrella 15 jugando minutos en la victoria 3 a 2 en el global contra Independiente Santa Fe en el clásico capitalino. 
Hace su debut en la Copa Libertadores 2018 el 15 de marzo en la derrota por la mínima en su visita a CA Independiente entrando en el segundo tiempo por Elicer Quiñones.
El 12 de abril de 2019 marca su primer gol con los embajadores en el empate 1-1 contra Llaneros FC por la Copa Colombia 2019. El 25 de abril marca su primer doblete con el club en la victoria 3 a 1 en su visita a Tigres FC nuevamente por la Copa Colombia 2019 siendo la figura del partido.

### R. C. Lens
El 24 de julio de 2019 se confirma su cesión al Racing Club de Lens, equipo aliado de Millonarios.

### Millonarios (2.ª etapa)
El 3 de enero de 2021 es confirmado por Enrique Camacho Matamoros, presidente de Millonarios, que retorna al club.  Es titular en el debut por liga del club ante Envigado Fútbol Club, jugando hasta el minuto 70 para darle paso al volante Fredy Guarín. El 28 de marzo anota el gol que le da la victoria a su equipo frente a Atlético Bucaramanga por marcador 2-1, siendo este su primer gol en liga (anteriormente había marcado en Copa Colombia). El 11 de abril anota el gol de la victoria en el Clásico bogotano decretando el 1-2 en el minuto 96 ante Independiente Santa Fe. El gol rompió una racha negativa de 3 años sin una victoria en el clásico, además de también arrebatarle al rival un récord de 31 partidos sin derrotas en condición de local.
En su partido número 100 vistiendo la camiseta de Millonarios anotaría el gol de la victoria ante el Junior de Barranquilla al minuto 90+4.
En la cuarta fecha del Torneo Apertura 2025 (Colombia) - Cuadrangulares semifinales, anota un gol en el empate a dos tantos frente al Once Caldas, entrando de esta manera en el listado de los cincuenta goleadores históricos del cuadro embajador con 24 anotaciones.

Se marcharía de la institución a finales de junio de 2025, habiendo ganado cinco títulos. Peñuela, Juan David Beetar (26 de junio de 2025). «Jader Valencia se despide de Millonarios: “Hoy cierro una etapa...”». Diario AS. Consultado el 27 de junio de 2025.</ref>
| " Hoy cierro una etapa muy especial en mi vida. Gracias a Millonarios FC por abrirme las puertas, por confiar en mí y por permitirme crecer como jugador y como persona. Me voy con la satisfacción de haber entregado todo por estos colores. Fueron años de mucho aprendizaje, siempre con la fe intacta y el deseo de dar lo mejor." —Jader Valencia |

### Deportivo Independiente Medellín
El 4 de julio de 2025 es confirmado como nuevo jugador de Independiente Medellín para sumar su talento al trabajo del profesor Alejandro Restrepo. 

## Selección nacional
En enero de 2019 es convocado por la Selección Colombia sub-20 para disputar el Campeonato Sudamericano Sub-20 en Chile.

### Participaciones en juveniles
| Competición                            | Sede  | Resultado   | Partidos | Goles |
| -------------------------------------- | ----- | ----------- | -------- | ----- |
| Campeonato Sudamericano Sub-20 de 2019 | Chile | Clasificado | 7        | 0     |

## Estadísticas

### Clubes
Actualizado al último partido disputado el 19 de junio de 2025.
| Bogotá F. C. · Colombia | 2.ª                 | F-2014              | 2   | 0  | —  | — | —  | — | 2   | 0  |
| Bogotá F. C. · Colombia | 2.ª                 | 2015                | 6   | 0  | —  | — | —  | — | 6   | 0  |
| Bogotá F. C. · Colombia | 2.ª                 | 2016                | 35  | 6  | 4  | 1 | —  | — | 39  | 7  |
| Bogotá F. C. · Colombia | 2.ª                 | A-2017              | 16  | 8  | 5  | 2 | —  | — | 21  | 10 |
| Bogotá F. C. · Colombia | Total club          | Total club          | 59  | 14 | 9  | 3 | 0  | 0 | 68  | 17 |
| Millonarios · Colombia | 1.ª                 | F-2017              | 10  | 0  | 2  | 0 | —  | — | 12  | 0  |
| Millonarios · Colombia | 1.ª                 | 2018                | 2   | 0  | 1  | 0 | 3  | 0 | 6   | 0  |
| Millonarios · Colombia | 1.ª                 | A-2019              | 3   | 0  | 5  | 4 | —  | — | 8   | 4  |
| Lens II (cedido) Francia | 4.ª                 | 2019/20             | 15  | 1  | —  | — | —  | — | 15  | 1  |
| Lens II (cedido) Francia | 4.ª                 | 2020                | 1   | 0  | —  | — | —  | — | 1   | 0  |
| Lens II (cedido) Francia | Total club          | Total club          | 16  | 1  | 0  | 0 | 0  | 0 | 16  | 1  |
| Millonarios · Colombia | 1.ª                 |                     |     |    |    |   |    |   |     |    |
| Millonarios · Colombia | 1.ª                 | 2021                | 35  | 5  | 2  | 0 | —  | — | 37  | 5  |
| Millonarios · Colombia | 1.ª                 | 2022                | 42  | 7  | 8  | 0 | 2  | 0 | 52  | 7  |
| Millonarios · Colombia | 1.ª                 | 2023                | 22  | 4  | 1  | 0 | 7  | 0 | 30  | 4  |
| Millonarios · Colombia | 1.ª                 | 2024                | 14  | 1  | —  | — | —  | — | 14  | 1  |
| Millonarios · Colombia | 1.ª                 | A-2025              | 13  | 3  | 0  | 0 | 1  | 0 | 14  | 3  |
| Millonarios · Colombia | Total club          | Total club          | 141 | 20 | 19 | 4 | 13 | 0 | 173 | 24 |
| Total en su carrera | Total en su carrera | Total en su carrera | 213 | 35 | 28 | 7 | 13 | 0 | 254 | 42 |
| (1) Incluye datos de la Copa Colombia. (2) Incluye datos de Copa Libertadores (2018,2022). (3) No incluye goles en partidos amistosos. |                     |                     |     |    |    |   |    |   |     |    |

### Selección
| Sub-20 · Colombia                                           | 2019          | — | — | 8 | 0 | — | — | 8 | 0 | 0.0 |
| Sub-20 · Colombia                                           | Total         | 0 | 0 | 8 | 0 | 0 | 0 | 8 | 0 | 0.0 |
| Total carrera                                               | Total carrera | 0 | 0 | 8 | 0 | 0 | 0 | 8 | 0 | 0.0 |
| (1) Incluye los partidos del Campeonato Sudamericano (2019) |               |   |   |   |   |   |   |   |   |     |

## Palmarés

### Campeonatos nacionales
| Título                | Club        | País     | Año  |
| --------------------- | ----------- | -------- | ---- |
| Torneo Finalización   | Millonarios | Colombia | 2017 |
| Superliga de Colombia | Millonarios | Colombia | 2018 |
| Copa Colombia         | Millonarios | Colombia | 2022 |
| Torneo Apertura       | Millonarios | Colombia | 2023 |
| Superliga de Colombia | Millonarios | Colombia | 2024 |